# Larry Hankin
Larry Hankin (New York, 7 december 1937) is een Amerikaans acteur, entertainer, regisseur en producent.

## Biografie
Hankin studeerde drama aan de Syracuse University. Hij is bekend van zijn rollen in televisieseries als Friends waarin hij te zien is als Mr. Heckels en Seinfeld. In 1979 speelde hij Charley Butts in de film Escape from Alcatraz naast onder andere Clint Eastwood. Ook had hij een noemenswaardige rol in de film Billy Madison met Adam Sandler in de hoofdrol.

## Filmografie (selectie)
- 1979 - Escape from Alcatraz - Charles "Charley" Butts
- 1987 - Planes, Trains & Automobiles - Doobie
- 1990 - Death Warrant - Myerson
- 1990 - Home Alone - Officier Balzak
- 1993 - Seinfeld: The Pilot - Tom Pepper
- 1994 - Friends - Mr. Heckels (1994-1996) (tv-serie)
- 1995 - Billy Madison - Carl Alphonse
- 1997 - Vegas Vacation - Predikant
- 2003 - Joan of Arcadia - Dakloze man (2003-2005) (tv-serie)
- 2006 - My Name Is Earl: Van Hickey - Tom
- 2007 - The Alphabet Killer - Perry
- 2010 - Breaking Bad - Old Joe (2010-2013) (tv-serie)
- 2019 - El Camino: A Breaking Bad Movie - Old Joe